# Harvey Logan
Harvey Logan, conosciuto anche come Kid Curry (Contea di Tama, 5 ottobre 1867 – Parachute, 17 giugno 1904), è stato un pistolero statunitense.

## Biografia
Fu un famoso bandito statunitense e fece parte del Mucchio Selvaggio assieme a Butch Cassidy e Sundance Kid. Era il membro più violento del gruppo, "the wildest of the Wild Bunch", al quale viene attribuito il numero più alto degli omicidi commessi dalla banda, fra questi quello di diversi sceriffi, di due agenti di polizia, uccisi durante una sparatoria a Knoxville e di un allevatore, crimini, in qualche caso, commessi per vendicare l'uccisione dei suoi fratelli Johnny e Lonny, anch'essi fuorilegge.
Inseguito da agenti Pinkerton, fu catturato nel novembre 1902 e condannato a 20 anni di lavori forzati per rapina, giacché nessuno dei presenti alla sparatoria di Knoxville volle testimoniare. Evaso dal carcere nel giugno 1903, un anno dopo, il 7 giugno 1904, con due complici, assaltò un treno nei pressi di Parachute, in Colorado. Durante la fuga, i tre rubarono cavalli freschi a un certo Roll Gardner e a un suo vicino, che, scoperto il furto, la mattina seguente si posero al loro inseguimento insieme a una posse di volontari. Quando Gardner e gli altri raggiunsero Kid e i suoi compagni spararono, abbattendo i loro cavalli. Kid Curry mirò, allora, al vicino di Gardner, ma quest'ultimo sparò a Kid ferendolo. Per sfuggire l'inevitabile cattura, Curry si tolse la vita sparandosi alla testa. I suoi due complici, invece, riuscirono a scappare. Curry fu seppellito nel cimitero di Glenwood Springs, a pochi metri dalla tomba di un altro tragico protagonista della storia del west, il dentista pistolero Doc Holliday.
Alcune voci, tuttavia, affermano che in realtà Kid Curry non sia morto fuori Parachute, ma sia fuggito in Sud America, dove sarebbe stato ucciso insieme a Butch Cassidy e Sundance Kid.

## Nei media
Kid Curry divenne il soggetto di un serial televisivo degli anni ottanta assieme ad un personaggio inventato, Hannibal Heyes, intitolato Due onesti fuorilegge. In questo telefilm i due sono dei banditi-gentiluomini. Hanno ottenuto la grazia, aiutando le autorità, ma nessuno ancora lo sa e per questo vengono ancora ricercati.